# Thies Kaspareit
Thies Kaspareit (Oldenburg in Holstein, 1 de febrero de 1964) es un jinete de la RFA que compitió en la modalidad de concurso completo.
Participó en los Juegos Olímpicos de Seúl 1988, obteniendo una medalla de oro en la prueba por equipos (junto con Claus Erhorn, Matthias Baumann y Ralf Ehrenbrink).

## Palmarés internacional
| Juegos Olímpicos | Juegos Olímpicos     | Juegos Olímpicos | Juegos Olímpicos |
| Año              | Lugar                | Medalla          | Categoría        |
| ---------------- | -------------------- | ---------------- | ---------------- |
| 1988             | Seúl (Corea del Sur) | Medalla de oro   | Por equipos      |